# Lindsay Kemp
Lindsay Kemp (South Shields, 3 de maig de 1938 – Liorna, 25 d'agost de 2018) va ser un ballarí, actor, mestre, mim i coreògraf anglès.
Les seves interpretacions teatrals inclouen Pierrot In Turquoise, Flowers, Salome, Mr Punch's Pantomime, A Midsummer Night’s Dream, Duende, Nijinsky, Alice, Cenerentola, Nijinsky il matto (1983), Façade, The Big Parade, Alice, Onnagata, Cinderella, Variété, Dream Dances i, per Ballet Rambert, Parades Gone By (1975) i Cruel Garden (1977), la majoria d'aquestes obres en col·laboració amb el compositor xilè Carlos Miranda.
Els papers cinematogràfics de Kemp inclouen un paper secundari al curtmetratge de Kate Bush The Line, the Cross & the Curve (1994); de ballarí i actor de cabaret a les pel·lícules Sebastiane (1976) i Jubilee (1977) de Derek Jarman, respectivament; una dama pantomima en la pel·lícula de Todd Haynes Velvet Goldmine (1998); i el propietari del pub, Alder MacGregor, a The Wicker Man d'Anthony Shaffer (1973).
L'estil de Kemp és una barreja de butō, mímica, burlesque i music hall. Kemp mai va deixar de treballar com a pintor, creant exposicions de les seves pintures i dibuixos a tot el món, i ensenyant a través de reunions, conferències i cursos.

## Vida i treball
Kemp va néixer a South Shields, Anglaterra. El seu pare, un mariner, va desaparèixer al mar el 1940. Segons Kemp, va ballar des de la primera infància, malgrat l'oposició de la seva mare que només li va donar crèdit com a artista quan va obtenir l'exempció del servei militar fent-se passar per boig:
| «              | Ballava a la taula de la cuina per entretenir els veïns. Vull dir que era una novetat a South Shields veure un nen completament maquillat ballant en pointe. Finalment, va ser una mica massa per a la meva mare, i quan vaig complir vuit anys va decidir enviar-me a l'internat, esperant que m'inculqués una mica de sentit comú. | » |
| — Lindsay Kemp | |   |

La mare de Kemp es va allunyar de South Shields, i Kemp va assistir al Bearwood College, a prop de Wokingham, una escola per als fills de mariners mercants. Més tard va explicar que va sobreviure a una escola difícil perquè es va entretenir amb els companys realitzant danses exòtiques i explicant històries extravagants.
Després, ell i la seva mare es van traslladar a Bradford, Yorkshire, on Kemp va assistir a Bradford Art College abans d'estudiar dansa a l'escola Ballet Rambert amb Hilde Holger, Charles Weidman i Sigur Leeder, i mímica amb Marcel Marceau. Va ser particularment important per a Kemp l'experiència formativa amb el creador de Bip, i declararà en diverses ocasions que Marceau «li va donar les mans», jugant amb paraules per indicar la importància real de les mans en l'art de la mímica i en la seva interpretació personal de la peça Le Mani que el mim francès va transmetre a l'estudiant britànic com un «regal» entre artistes i mestres de mímica, que interpreten el seu art de manera totalment diferent. Va treballar en diverses companyies de dansa, teatre, dansa-teatre, cabaret, música, mímica, coreografia, fins i tot stripper, fins a formar la seva primera companyia l'any 1962, «The Lindsay Kemp Dance Mime Company».
Va interpretar la Reina en Hamlet en la producció de la BBC del 400è centenari del naixement de Shakespeare, filmada al castell d'Helsingør el 1963, que va protagonitzar Christopher Plummer.
Cap a finals de la dècada del 1960 va continuar desenvolupant la seva pròpia síntesi entre diferents llenguatges teatrals, afavorint un enfocament personal i innovador de la dansa i el teatre, de manera que el 1968-1969 va néixer la primera producció de Flowers ... una pantomima per Jean Gênet, basada simplement en La Mare de Déu de les flors (1944) de Jean Genet. Durant els seus anys a Edimburg (1966-1970) va crear les òperes Turquoise Pantomime, Crimson Pantomime i Legend per a una nova companyia, i va cridar l'atenció amb una aparició al Festival d'Edimburg el 1968.
Durant els primers anys de la dècada del 1970, Kemp va ser un mestre popular i inspirador de dansa i mímica al Dance Centre, a Floral Street, Covent Garden. David Bowie i Kate Bush van ser estudiants de Kemp.
Kate Bush va escriure la cançó Moving, que va aparèixer en el seu àlbum debut The Kick Inside, com a homenatge a Kemp. Bush també va aportar la seva veu a la cançó Flowers de Zaine Griff, que també és un homenatge a Kemp. Es va presentar i actuar en els concerts Ziggy Stardust de David Bowie al Rainbow Theatre de Londres l'agost de 1972, i, amb Jack Birkett, apareix en el vídeo promocional del senzill de Bowie John, I'm Only Dancing, dirigit per Mick Rock.
El 1973, Kemp va protagonitzar la pel·lícula de terror The Wicker Man, junt amb Christopher Lee, en el paper del propietari del pub Alder MacGregor. Malgrat alguns altres compromisos de Derek Jarman i Ken Russell, els papers cinematogràfics seguirien sent l'excepció de la seva carrera professional, ja que no es considerava un actor.
El 1974 va debutar amb una nova versió de Flowers en un petit teatre londinenc obtenint tant d'èxit que va haver de traslladar-se a un teatre més gran, després al West End, finalment, després de mesos de triomf absolut, a New York On Broadway. Així va començar una vintena d'anys d'èxits que va portar Kemp i la seva companyia a tots els racons del món, però especialment a Espanya i Itàlia a partir de 1978.
Precursor d'una espècie de dansa onírica, rica en contingut i inspiració, al límit de l'acrobàcia i forts efectes espectaculars, fins i tot si s'obté simplement a través de l'ús hàbil de la música i les llums, Kemp potser va inspirar el nou Cirque nouveau, però certament va interpretar un dels corrents més imaginatius del teatre de dansa europeu, va reinventar l'art del mim i va influir en moltes companyies que, especialment des de la segona meitat de la dècada del 1970, han ajudat a renovar les glòries de la dansa clàssica i contemporània (Momix, Cripton, etc.). El 1975 va crear el ballet The Parades Gone By per al Ballet Rambert i, el 1977-1978, per la mateixa companyia Cruel Garden inspirat en García Lorca, que va ser ofert en els anys següents per l'English National Ballet, la Deutsche Oper Berlin i el Houston Ballet.
Va ser durant les dècades del 1970 i 1980 que Lindsay Kemp deixa una marca indeleble; primer amb la seva posada en escena del concert The Rise and Fall of Ziggy Stardust and the Spiders from Mars del seu alumne David Bowie, una fita en el gènere de l'òpera rock, produint d'aquesta manera les seves obres més significatives i conegudes: Flowers (les versions de 1968 fins a 1969, i 1974), El somni d'una nit d'estiu (1980, basada lliurement en el text de William Shakespeare), Salomé (1977, d'Oscar Wilde), Mr. Punch's Pantomime (la transposició macabra i divertida en forma de dansa-caràcter del caràcter de Mr. Punch), Sogno di Nijinscky o Nijinscky il matto (1983, inspirat en el gran ballarí polonès Vàtslav Nijinski), The Big Parade (1984, homenatge al cinema mut), Alice (1988, amb l'extraordinària música de l'òpera radiofònica del mateix nom de Sergio Rendine i Arturo Annecchino, basada en el llibre Alícia en terra de meravelles de Lewis Carroll), i Duende (una adaptació lliure d'El Duende, teoría y juego de Federico García Lorca).

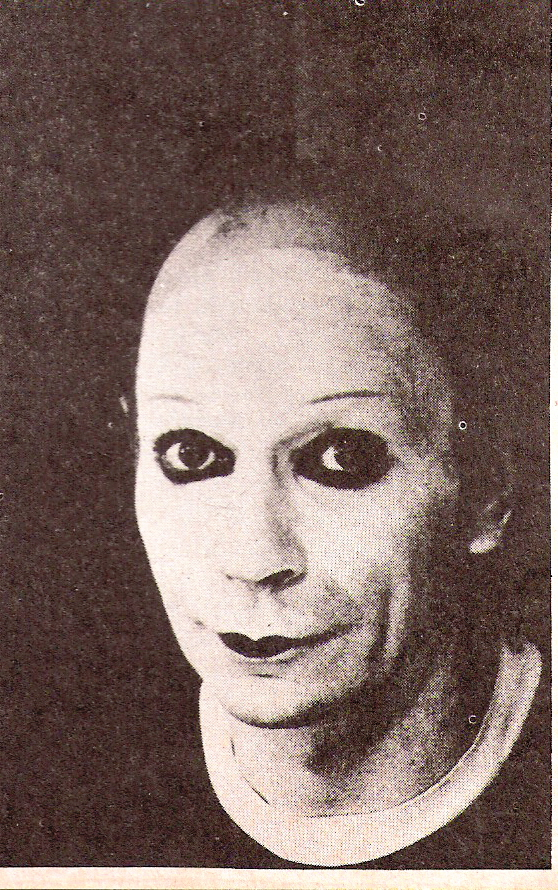
Lindsay Kemp, 1979

El 1979 Kemp va deixar Anglaterra per instal·lar-se a Espanya i després a Itàlia, i el 2002 tenia llars a Roma i Todi.
Durant la dècada del 1990, van continuar els èxits de la seva companyia, la Linsay Kemp Company: Onnagata (1991), Cenerentola (1994) i Variété (1996) amb el cantant experimental Ernesto Tomasini. També va crear Rêves de Lumière i Dreamdances.
El 1993, Kate Bush, que va començar la seva carrera com estudiant de Kemp, l'acull en el vídeo musical produït per al llançament del seu LP The Red Shoes.
Ocasionalment va produir obres a Itàlia; Il Barbiere di Siviglia a Macerata el juliol de 1995, Dream of Hollywood per a la companyia del Teatro Nuovo di Torino el 1996, Iris a Liorna el novembre de 1998, i Die Zauberflöte a Jesi el novembre de 1999. A la temporada 2005/2006 va interpretar el paper de la fada Carabosse a El somni de la Bella Durment al Balletto del Sud, amb la coreografia de Fredy Franzutti. Amb Elizabeth (2006), després del seu debut a Espanya, viatja cap al Japó i marca un retorn als temes que li agradaven. Variété va ser produït pel Youth Music Theatre UK als Riverside Studios el 2013, dirigit per Kinny Gardner. Va tornar a Liorna el novembre de 2016 amb una nova producció de Die Zauberflöte (La Flauta Màgica) en la qual també va dissenyar els conjunts i vestits, així com la il·luminació de la producció.
El 2015, el Departament de Noves Tecnologies de l'Art de l'Acadèmia de Belles Arts de Brera (Milà) va tenir l'honor de presentar a l'artista el títol honorífic de segon grau acadèmic en arts multimèdia interactives i escenificatives. Al desembre del mateix any, Kemp col·labora amb l'artista Camilla Fascina per a la realització del vídeo musical Time, portada per David Bowie.
Del 19 de setembre al 30 de setembre de 2017, Florència li va dedicar deu dies d'esdeveniments amb exposicions dels seus dibuixos, esbossos de disfresses escèniques i fotografies d'arxiu, així com classes magistrals d'introducció al teatre, trobades amb el públic i una representació de Kemp Balls, l'espectacle que ha estat fent gires amb la companyia Lindsay Kemp durant dos anys. En aquesta ocasió, entrevistat per la periodista Barbara Donzella, confirma que la gira de Kemp Balls continuarà el 2017 i el 2018 a Itàlia, Espanya i Japó.
Kemp va morir a Liorna (Itàlia), ciutat on va viure durant diversos anys, el 25 d'agost del 2018 a l'edat de 80 anys.; havia realitzat classes de teatre i ball al Teatre Goldoni.

## Filmografia
- Hamlet at Elsinore (1964), pel·lícula de televisió.
- Pierrot in Turquoise o The Looking Glass Murders (1970), curtmetratge de televisió.
- The Vampire Lovers (1970), com a Jester.[1]
- Savage Messiah (1972),[2] com a Angus Corky.
- The Wicker Man (1973),[2] com a Alder MacGregor.
- The Stud (1974), com l'estrella principal.[1]
- Sebastiane (1976),[2] com un ballarí.
- Jubilee (1977), com a actor de cabaret.
- Valentino (1977), com a Mortician.[2]
- A Midsummer Night's Dream per a TV (1985),[2] com a Puck.
- Cartoline italiane (1987),[2] com a Vinicio Secchi.
- The Line, the Cross & the Curve (1993),[2] com a guia.
- Velvet Goldmine (1998),[2] com a dama pantomima.
- Aparició com convidat al programa de televisió espanyol La Mandrágora el 2005 i 2006.
- Uncommonly Long Instance (2012), curtmetratge.
- Toujours present en nous (2012), curtmetratge.
- Lindsay Kemp Claudio Barontini. Drawings and photographs regia di [2]Cristiana Cerrini - Art documentary (2020)